# Rio Jequiá
Rio Jequiá är ett vattendrag i Brasilien.   Det ligger i delstaten Rio de Janeiro, i den sydöstra delen av landet, 900 km sydost om huvudstaden Brasília. Rio Jequiá ligger på ön Governador Island.